# Pavetta opulina
Pavetta opulina là một loài thực vật có hoa trong họ Thiến thảo. Loài này được (G.Forst.) DC. mô tả khoa học đầu tiên năm 1830.